# Vedro veče
Vedro veče, hrvatska humoristična radioemisija. Emitirala se na Radio Zagrebu od 1946. godine do kraja 1980-ih. Stekla je kultni status među svim naraštajima. Tijekom postojanja nekoliko je puta promijenila naziv: Sat humora (1946.), Zabavno veče (1947.), Vedro veče od 1948. godine. Do 1948. godine bila je u općeobrazovnoj redakciji, a poslije u tek osnovanoj humorističnoj redakciji. Snimala se svaka dva tjedna na javnim priredbama, od kojih su se snimki radile po dvije emisije. Osmislili su ju Krešo Golik, B. Majer i F. Obelić. Suradnici su bili M. Matković i Ljubiša Pavić, Ivan Hetrich i I. Kolin, I. Gavrilović, O. Erdelić, Z. Škrgatić i Nela Eržišnik, Stevo Vujatović, Pero Budak, Viktor Leljak, Ana Binički i dr. Urednici su bili Frane Adum, Slavko Goldstein i dr. Stalni likovi u emisiji bili su Francika i Micika, dečko Ivica, tetka Ika, Mišo Amor, tetka Cuka i “frajeri” Klempo i Frfa.